# 議事堂建築監
議事堂建築監（ぎじどうけんちくかん、英: Architect of the Capitol）とは、アメリカ合衆国連邦議会において、議事堂等の議会施設の管理権を担う職員の官職名。